# Lipiec 2015

## 31 lipca
- Portal WikiLeaks opublikował dokumenty, z których wynika, że amerykańska Agencja Bezpieczeństwa Narodowego inwigilowała przedstawicieli władz Japonii i japońskie koncerny. (wp.pl)
- W Kuala Lumpur, podczas 128. sesji Międzynarodowego Komitetu Olimpijskiego, organizację XXIV Zimowych Igrzysk Olimpijskich (w 2022 roku) przyznano Pekinowi. (olympic.org)

## 30 lipca
- Władze Birmy nakazały uwolnienie prawie 7 tys. więźniów, wśród których jest 210 cudzoziemców. (onet.pl)
- Senat USA zatwierdził generała piechoty morskiej Josepha Dunforda na nowego przewodniczącego kolegium szefów sztabów sił zbrojnych Stanów Zjednoczonych. Od października zastąpi na tym stanowisku gen. Martina Dempseya. (wp.pl)
- Co najmniej 30 osób zginęło w kilku wioskach w Nepalu, po przejściu lawiny błotnej. Osunięcia ziemi zostały spowodowane przez ulewne deszcze. (tvnmeteo.tvn24.pl)
- Ultraortodoksyjny Żyd zaatakował nożem uczestników parady gejów w Jerozolimie (Izrael), w wyniku czego zmarła jedna dziewczyna. (wiadomosci.dziennik.pl)

## 29 lipca
- W wieku 65 lat w wyniku komplikacji pooperacyjnych zmarł Jan Kulczyk, polski przedsiębiorca i właściciel przedsiębiorstwa Kulczyk Holding. (wp.pl)
- Około 320 kg heroiny, mającej trafić do krajów Europy Zachodniej, przejęła rumuńska policja. To największy skonfiskowany ładunek narkotyków w historii kraju. (wp.pl)
- Władze Chin odzyskały od urzędników i działaczy politycznych zagarnięty w formie łapówek państwowy majątek wartości 38,7 mld juanów (6,2 mld dolarów). (wp.pl)
- W Filadelfii dokonano pierwszego na świecie przeszczepu obu dłoni u dziecka. (wp.pl)

## 28 lipca
- Na Słowacji rozbił się wojskowy śmigłowiec Mi-17. Do zdarzenia doszło niedaleko Preszowa na północnym wschodzie kraju. Jeden żołnierz zginął, a dwóch zostało ciężko rannych. (wp.pl)
- Szef Agencji Bezpieczeństwa Narodowego zapowiedział, że przestanie ona analizować przechowywane przez nią stare dane telefoniczne Amerykanów, ale również zniszczy je. (wp.pl)
- Płetwonurkowie znaleźli na dnie Bałtyku u wybrzeży Szwecji wrak rosyjskiego okrętu podwodnego, który zatonął w 1916 roku po zderzeniu ze szwedzkim statkiem. (onet.pl)
- Ponad 1000 naukowców i ekspertów od robotyki i sztucznej inteligencji podpisało się pod listem otwartym nawołującym do zaprzestania badań nad stworzeniem inteligentnej broni. (onet.pl)
- Trzęsienie ziemi o sile 5,9 st. w skali Richtera wystąpiło w rejonie granicy między Panamą i Kolumbią. Wstrząsy wystąpiły na obszarze dżungli Darien Gap, na głębokości ok. 10 km. Epicentrum znajdowało się w pobliżu panamskiego miasta La Palma i kolumbijskiego Acandi. (wp.pl)

## 27 lipca
- Co najmniej 21 osób zginęło, a 10 zostało rannych w wyniku strzelaniny, która wywiązała się na weselu w prowincji Baghlan na północnym wschodzie Afganistanu. (wp.pl)
- 60 masowych grobów zostało odkrytych w stanie Guerrero na południu Meksyku podczas poszukiwań 43 studentów, uprowadzonych we wrześniu. (wp.pl)
- Co najmniej 13 osób zginęło w ataku islamistycznej organizacji Asz-Szabab na hotel Dżazira w centrum stolicy Somalii. (wp.pl)
- 15 ludzi zginęło, gdy samoloty koalicji pod wodzą Arabii Saudyjskiej przez pomyłkę dokonały nalotu na pozycje sił prorządowych na południu Jemenu. (wp.pl)
- Indyjscy policjanci pokonali uzbrojonych w ciężką broń napastników, którzy zaatakowali autobus, a następnie posterunek policji w stanie Pendżab na północy Indii. W następstwie ataku i operacji policyjnej zginęło 10 osób, osiem jest rannych. (onet.pl)
- Ponad 1000 osób zatrzymano w Turcji w operacjach przeciwko radykalnym grupom, w tym Państwu Islamskiemu, Partii Pracujących Kurdystanu i skrajnie lewicowej organizacji Rewolucyjna Ludowo-Wyzwoleńcza Partia-Front. (onet.pl)
- Polski skialpinista Olek Ostrowski zaginął podczas zjazdu na nartach z obozu drugiego po nieudanej próbie zdobycia Gaszerbrum II, najniższego ośmiotysięcznika pasma Karakorum. Akcja poszukiwawcza została przerwana z powodu niesprzyjających warunków atmosferycznych. (polskieradio.pl)

## 26 lipca
- Co najmniej 19 osób zginęło, a ponad 60 zostało rannych w samobójczym zamachu w zatłoczonym barze w mieście Maroua na północy Kamerunu. (wp.pl)
- Co najmniej 12 osób zginęło, a 45 osób zostało rannych w dwóch samobójczych zamachach bombowych na pływalni w mieście Tuz Churmatu w prowincji Salah ad-Din w północnym Iraku. (wp.pl)
- 28 osób zostało rannych, w tym cztery w stanie krytycznym w wyniku wypadku, jaki miał miejsce na przedmieściach Lille w północnej Francji. Piętrowy wycieczkowy autokar okazał się zbyt wysoki, by przejechać przez tunel. (wp.pl)
- Brytyjczyk Chris Froome (Team Sky) zwyciężył w 102. edycji kolarskiego wyścigu Tour de France. (letour.fr)

## 25 lipca
- Naukowcy opracowali szczepionkę na malarię, na którą poświęcono pół miliarda dolarów i 30 lat badań. Europejska Agencja Leków wydała pozwolenie na testowanie szczepionki. (wp.pl)
- Parlament Tunezji uchwalił nową ustawę antyterrorystyczną wzmacniającą i rozszerzającą środki będące w dyspozycji władz w walce dżihadystami, którzy dokonali ostatnio krwawych zamachów w tym kraju. (wp.pl)
- Pożar, który wybuchł w departamencie Żyrondy we Francji strawił 320 hektarów lasu sosnowego. Udało się częściowo opanować ogień; w akcji bierze udział 300 strażaków, blisko 100 samochodów strażackich i samoloty gaśnicze. (onet.pl)

## 24 lipca
- Co najmniej siedem osób zginęło w eksplozji w fabryce fajerwerków w Modugno w pobliżu Bari, na wybrzeżu Adriatyku. (wp.pl)
- W strzelaninie w Stanach Zjednoczonych zginęły trzy osoby, w tym sprawca. Do zdarzenia doszło w kinie w miejscowości Lafayette w Louizjanie. (wp.pl)
- Turecka policja przeprowadziła w 13 prowincjach na terenie kraju obławy na bojowników Państwa Islamskiego i Partii Pracujących Kurdystan. Do tej pory aresztowano 297 osób, w tym 37 obcokrajowców. (wp.pl)
- NASA ogłosiła na konferencji, że dzięki teleskopowi Keplera odkryto planetę (o nazwie Kepler-452b) i jej gwiazdę macierzystą, które najbardziej przypominają naszą Ziemię i Słońce. (wp.pl)
- Były czeski minister zdrowia i wpływowy socjaldemokrata David Rath został skazany przez sąd w Pradze na 8,5 roku więzienia za korupcję, oszustwa przy przetargach publicznych i sprzeniewierzenie funduszy unijnych. Sąd orzekł również karę konfiskaty mienia na sumę ok. 22 mln koron (814 tys. euro). (wp.pl)
- Sejsmolodzy odnotowali trzęsienie ziemi o sile 5,2 stopni w skali Richtera w pobliżu popularnych greckich wysepek na Morzu Kreteńskim. Epicentrum wstrząsów znajdowało się ok. 16 km od miasta Kefalos na wyspie Kos i 69 km od tureckiego Bodrum, a hipocentrum na głębokości ponad 140 km. (tvnmeteo.tvn24.pl)
- Podczas gwałtownej burzy, jaka rozszalała się na górzystym terenie w stanie Guanajuato, w środkowym Meksyku, piorun zabił 7 osób[1].

## 23 lipca
- Sąd w Birmie skazał 153 obywateli Chin na dożywocie za nielegalny wyrąb lasów. (onet.pl)
- Amerykanie przeprowadzili pierwsze testy działka montowanego na nowym myśliwcu piątej generacji, F-35. Na razie próby są prowadzone na ziemi. (tvn24.pl)

## 22 lipca
- W dwóch eksplozjach samochodów pułapek w Bagdadzie zginęło co najmniej 26 osób, a 58 zostało rannych. (wp.pl)
- Co najmniej 29 osób zginęło, a 60 zostało rannych w wyniku eksplozji kilku ładunków wybuchowych w mieście Gombe w północno-wschodniej Nigerii. (wp.pl)
- Wypadek autobusu w rosyjskim Kraju Krasnojarskim na Syberii. Nie żyje 11 osób, 28 jest rannych. (wp.pl)
- Trzy osoby zginęły, a 19 zostało poważnie rannych w zderzeniu samochodu ciężarowego prowadzonego przez Polaka z pociągiem Pendolino w miejscowości Studénka, na trasie między Ostrawą a Pragą w Czechach. (wp.pl, rp.pl)
- Naukowcy z Uniwersytetu w Birmingham w Wielkiej Brytanii ogłosili, że w swojej bibliotece znaleźli duże fragmenty Koranu mające co najmniej 1370 lat, czyli powstałe w 645 r. n.e. lub wcześniej. Oznacza to, że zostały one najprawdopodobniej spisane kilka lub kilkanaście lat po śmierci proroka Mahometa, który zmarł w 632 roku wg tradycji muzułmańskiej. (polskieradio.pl, tvn24.pl)
- Na Nilu w pobliżu Kairu, stolicy Egiptu, wieczorem zderzyły się w dwie łodzie, w wyniku czego utonęło co najmniej 15 osób. (tvn24.pl)

## 21 lipca
- W magazynach Muzeum Instytutu Medycyny Sądowej Uniwersytetu w Strasburgu odkryto, że wciąż przechowywane są tam szczątki 86 żydowskich ofiar hitlerowskiego obozu zagłady. Próbki tkanek zostały zebrane do badań medycznych przez nazistowskiego lekarza Augusta Hirta. (wp.pl)
- Prezes zarządu japońskiego koncernu elektronicznego Toshiba Hisao Tanaka zrezygnował ze stanowiska w wyniku ujawnienia, że w rezultacie manipulacji księgowych zyski podległej mu spółki zawyżono o 151,8 mld jenów (1,2 mld dolarów) na przestrzeni kilku lat.

## 20 lipca
- W tureckim mieście Suruç, przy granicy z Syrią, doszło do zamachu terrorystycznego, w którym zginęło co najmniej 28 osób, a ok. 100 zostało rannych. (wp.pl)
- Co najmniej ośmiu afgańskich żołnierzy zginęło w ostrzale prowadzonym przez wojska amerykańskie w prowincji Logar, na wschodzie Afganistanu. (wp.pl)
- Na poligonie w Jaworowie pod Lwowem rozpoczęły się manewry „Szybki Trójząb”. Wzięło w nich udział 1800 żołnierzy z 18 krajów. Oprócz 800 wojskowych z Ukrainy i trzystu ze Stanów Zjednoczonych wezmą w nich też udział żołnierze m.in. z Polski, Litwy, Wielkiej Brytanii i Rumunii. (wp.pl)
- Stany Zjednoczone i Kuba oficjalnie wznowiły stosunki dyplomatyczne po 54 latach przerwy. Porozumienie o przywróceniu pełnych relacji weszło w życie wraz z wybiciem północy z niedzieli na poniedziałek w Waszyngtonie i Hawanie. (wp.pl)
- Amerykański koncern lotniczy Lockheed Martin kupuje za 9 mld dolarów producenta śmigłowców Black Hawk firmę Sikorsky Aircraft. Transakcja ma być sfinalizowana do końca 2015 roku albo w pierwszym kwartale następnego. (onet.pl)

## 19 lipca
- Co najmniej 57 osób zginęło, a 220 zostało rannych w ostrzale rakietowym, który najprawdopodobniej przypuścili rebelianci z ruchu Huti w Adenie na południu Jemenu. (wp.pl)
- 14 algierskich żołnierzy zginęło w zasadzce urządzonej 150 km na południowy zachód od Algieru. (tvn24.pl)
- W Mołdawii rozpoczęły się międzynarodowe manewry, w których wzięło udział ok. 800 żołnierzy z Mołdawii, USA, Rumunii, Polski oraz Gruzji. (polskieradio.pl)
- Zakończyły się, rozegrane w Moskwie, mistrzostwa świata w szermierce[2].
- Międzynarodowa koalicja pod wodzą USA przeprowadziła 23 naloty na pozycje dżihadystów z Państwa Islamskiego w Syrii i Iraku. (wp.pl)

## 18 lipca
- Bilans ofiar śmiertelnych zamachu, do którego doszło 17 lipca na targu w miejscowości Chan Bani Saad w prowincji Dijala na północny wschód od Bagdadu, wzrósł do 115; co najmniej 170 osób jest rannych. Do zamachu przyznało się Państwo Islamskie. (wp.pl)
- Ponad 200 osób zostało rannych w zderzeniu pociągów w Johannesburgu, spośród których co najmniej 90 trafiło do szpitali z obrażeniami od lekkich do poważnych. (wp.pl)
- 15 tysięcy harcerzy przebywających na międzynarodowym zlocie pod Strasburgiem zostało ewakuowanych w wyniku przejścia tajfunu. Meteorolodzy zapowiadają kolejne burze i wprowadzili stan alarmowy w 26 departamentach.[3] (wp.pl)
- Syryjskie władze zwolniły z więzienia z powodu święta Id al-Fitr ponad 240 osób, uczestników wieców antyrządowych. (onet.pl)

## 17 lipca
- Do 64 wzrosła liczba ofiar śmiertelnych samobójczych zamachów bombowych przeprowadzonych w miastach Gombe i Damaturu w północno-wschodniej Nigerii. (onet.pl)
- Co najmniej 21 osób zginęło, a 50 zostało rannych w wyniku eksplozji samochodu pułapki na zatłoczonym targu w miejscowości Chan Bani Saad, na północny wschód od Bagdadu. (wp.pl)
- Dwie osoby nie żyją, a 31 zostało rannych po przejściu tajfunu Nangka nad południową i zachodnią Japonią. Odwołano setki lotów i zawieszono kursowanie pociągów. Władze nakazały ewakuację ok. 550 tys. osób. (onet.pl)
- Co najmniej pięć osób zginęło, a dziewięć zostało rannych w wymianie ognia i ostrzale moździerzowym na granicy indyjsko-pakistańskiej. (tvn24.pl)
- Cztery osoby zginęły w katastrofie słowackiego śmigłowca ratunkowego niedaleko Popradu. Maszyna podczas lotu zahaczyła o przewody wysokiego napięcia. (wp.pl)
- Żanna Niemcowa została laureatką Nagrody Solidarności im. Lecha Wałęsy. (wp.pl)
- Podczas rozegranego w Monako mityngu Herculis Etiopka Genzebe Dibaba ustanowiła wynikiem 3:50,07 nowy rekord świata w biegu na 1500 metrów[4].
- W wieku 25 lat zmarł Jules Bianchi, francuski kierowca wyścigowy. (f1wm.pl)

## 16 lipca
- W wyniku eksplozji dwóch bomb na targu w mieście Gombe w północno-wschodniej Nigerii zginęło co najmniej 50 osób, a ok. 70 zostało rannych. (wp.pl)
- W Irlandii przyjęto ustawę, zezwalającą na prawną zmianę płci bez interwencji medycznej i uzyskiwania zgody władz. (wp.pl)
- Już 334 zatruć dopalaczami odnotowano w ostatnich dniach w województwie śląskim. (onet.pl)
- Izba Reprezentantów, niższa izba japońskiego parlamentu, przyjęła ustawę rozszerzającą rolę sił samoobrony. Nowe przepisy pozwalają na użycie japońskiego wojska poza granicami kraju w obronie sojuszników. (tvn24.pl)
- Marina Kaljurand została zaprzysiężona na stanowisku ministra spraw zagranicznych Estonii (postimees.ee)

## 15 lipca
- Sąd okręgowy w Lüneburgu orzekł 4 lata więzienia wobec niemieckiego strażnika obozu koncentracyjnego KL Auschwitz-Birkenau Oskara Gröninga oskarżonego o pomocnictwo w zamordowaniu 300 tys. osób w okresie służby w Auschwitz-Birkenau[5].
- W ciągu doby separatyści sto razy ostrzelali ukraińskie pozycje w Donbasie. W starciach zginęło ośmiu ukraińskich żołnierzy. (onet.pl)
- Co najmniej 5 osób zginęło na skutek wybuchu gazu w jednym z domów w Tbilisi, stolicy Gruzji[6].
- 28 osób zostało rannych w wyniku przewrócenia się autobusu w Bogocie w Kolumbii. (wp.pl)
- Nowy rodzaj cząstek, określanych jako pentakwarki, odkryto w detektorze LHCb Wielkiego Zderzacza Hadronów. Fizyce poszukiwali tych cząstek do 50 lat. (źródło: pap.pl)

## 14 lipca
- Co najmniej 27 osób zginęło, a 34 zostały ranne w wyniku stratowania, kiedy podczas hinduistycznego festiwalu religijnego Puszkaram w mieście Radźamahendri na południu Indii wybuchła panika. (wp.pl)
- Rosyjski bombowiec strategiczny Tu-95MS rozbił się na niezamieszkanym terenie w Kraju Chabarowskim na wschodzie Rosji. Zginęły dwie osoby z siedmioosobowej załogi. (onet.pl)
- Iran i sześć światowych mocarstw ogłosiły, że po 18 dniach intensywnych negocjacji w Wiedniu, udało się osiągnąć porozumienie ograniczające irański program nuklearny w zamian za złagodzenie sankcji wobec Teheranu. (onet.pl)

## 13 lipca
- Co najmniej 35 osób poniosło śmierć a ponad 80 zostało rannych w rezultacie serii zamachów bombowych w Bagdadzie. (wp.pl)
- Co najmniej 17 osób zginęło, a sześć zostało rannych w samobójczym zamachu bombowym w pobliżu bazy wojsk USA w mieście Chost na wschodzie Afganistanu. (onet.pl)
- Prezydent Rosji Władimir Putin podpisał dekret o redukcji liczby funkcjonariuszy MSW. Według agencji Ria Novosti pracę straci około 110 tys. osób. (wp.pl)
- Prokuratura w Rumunii uznała premiera Viktora Pontę za oskarżonego w sprawie dotyczącej fałszerstwa, unikania płacenia podatków oraz prania brudnych pieniędzy. (wp.pl)
- Unia Europejska nałożyła na Hiszpanię karę w wysokości ok. 19 mln euro za manipulowanie statystykami ekonomicznymi dotyczącymi regionu Walencji. (onet.pl)
- W wieku 55 lat zmarł Satoru Iwata, długoletni prezes japońskiego koncernu Nintendo. Wg oświadczenia firmy powodem śmierci był rak przewodów żółciowych.[7]
- Węgry rozpoczęły budowę płotu na granicy z Serbią, aby zabezpieczyć się przed napływem nielegalnych imigrantów z Serbii. Ogrodzenie o wysokości czterech metrów ma się rozciągać na całej długości liczącej 175 kilometrów granicy węgiersko-serbskiej. (dziennik.pl)

## 12 lipca
- Osiem starszych osób zginęło, a 12 innych odniosło obrażenia na skutek pożaru, który z niewyjaśnionych przyczyn wybuchł w domu opieki pod Saragossą, na północnym wschodzie Hiszpanii. (wp.pl)
- Amerykanka Serena Williams oraz Serb Novak Đoković zwyciężyli w rywalizacji singlistów podczas trzeciego tegorocznego wielkoszlemowego turnieju tenisowego Wimbledonu. (wimbledon.com, wimbledon.com)
- W ciągu kilku dni ponad 150 osób zostało hospitalizowanych w wyniku serii zatruć tzw. dopalaczami na Śląsku i w Wielkopolsce. (tvn24.pl)
- 23 żołnierzy zginęło w wyniku częściowego zawalenia się budynku koszar w centrum szkolenia rosyjskich wojsk powietrznodesantowych pod Omskiem. (tvn24.pl)

## 11 lipca
- Trzy osoby zginęły, a siedem zostało rannych w strzelaninie, do której doszło w Mukaczewie w obwodzie zakarpackim na zachodzie Ukrainy. (wp.pl)
- Na poligonie w Nevadzie myśliwiec F-15 zrzucił bombę atomową B61. Był to pierwszy test w programie modernizacji wiekowych ładunków, które stanowią jeden z filarów odstraszania atomowego NATO. (tvn24.pl)

## 10 lipca
- Co najmniej 23 osoby zostały stratowane na śmierć w Mojmonszinho na północy Bangladeszu podczas rozdawania ubrań dla najuboższych, akcji charytatywnej z okazji ramadanu[8].
- Tunezyjskie siły bezpieczeństwa przeprowadziły akcje przeciwko dżihadystom. Podczas operacji sił specjalnych zginęło pięciu mężczyzn. (wp.pl)
- Ponad 860 tys. ludzi ewakuowano we wschodnich Chinach z powodu tajfunu Chan-hom zmierzającego w stronę Szanghaju. (wp.pl)

## 9 lipca
- W Mosulu około 150 osób spożywało szybki posiłek w czasie Ramadanu, po zjedzeniu którego zmarło 45 dżihadystów Państwa Islamskiego. (wp.pl)
- Papież Franciszek przybył do Boliwii. Na lotnisku w La Paz powitał go prezydent Evo Morales. (wp.pl)
- W Kraju Krasnojarskim na północy Rosji 11 osób zginęło i 4 zostały ciężko ranne w zderzeniu autobusu z pasażerskim busem. (dziennik.pl)
- Dane 21,5 mln osób wykradli hakerzy, którzy włamali się do sieci OPM, przechowującej informacje dotyczące pracowników federalnych. Za atak amerykańskie władze obwiniły Chiny. (wp.pl)
- Na Ukrainie zmienione zostaną w ramach dekomunizacji nazwy 877 miejscowości, w tym obwodowych miast Dniepropetrowska i Kirowohradu oraz wielu wsi, nazwanych na cześć działaczy, organizacji i świąt komunistycznych. (wp.pl)
- Wielotysięczne tłumy demonstrowały w Atenach za pozostaniem Grecji w strefie euro. (tvn24.pl)

## 8 lipca
- Były premier Włoch Silvio Berlusconi został skazany za korupcję polityczną na 3 lata więzienia i 5-letni zakaz zajmowania urzędów publicznych. (wp.pl)

## 7 lipca
- W mieście Mandera w północno-wschodniej Kenii uzbrojeni napastnicy, powiązani z radykalnym ugrupowaniem Asz-Szabab, zabili 14 osób i ranili co najmniej 11 kolejnych. (wp.pl)
- Zamachowiec-samobójca wysadził się przed posterunkiem armii syryjskiej na przedmieściach położonego na północy Syrii miasta Aleppo, zabijając co najmniej 25 żołnierzy i członków prorządowych milicji. (wp.pl)
- Rosyjskie wojska rozpoczęły niezapowiedziane manewry mające na celu weryfikację „gotowości bojowej” sił stacjonujących w Armenii. (wp.pl)

## 6 lipca
- 11 osób zginęło w wypadku autokaru z południowokoreańskimi turystami w Jilin w Chinach. (wp.pl)
- Na lotnisku w Bangkoku przechwycono 250 kg kości słoniowej przemycanej z Konga do Laosu. Szef tajlandzkiej Izby Celnej powiedział, że wartość przesyłki szacuje się na 10 mln bahtów, czyli ok. 300 tys. dolarów. (wp.pl)
- Papież Franciszek rozpoczął pielgrzymkę po Ameryce Południowej, podczas której odwiedził Ekwador, Boliwię i Paragwaj. (wp.pl)

## 5 lipca
- W przeprowadzonym w Grecji referendum większość głosujących (ponad 61% spośród głosów ważnych) opowiedziała się za odrzuceniem porozumienia finansowego zaproponowanego przez Komisję Europejską, Europejski Bank Centralny i Międzynarodowy Fundusz Walutowy (tvn24.pl)
- W finale rozegranych w Kanadzie mistrzostw świata w piłce nożnej kobiet Amerykanki pokonały 5:2 Japonki (przegladsportowy.pl)

## 4 lipca
- Chile pokonało w rzutach karnych (w regulaminowym czasie gry oraz dogrywce bramki nie padły) 4:1 Argentynę w finale 44. edycji turnieju piłkarskiego Copa América (sport.pl)

## 2 lipca
- W związku z interwencją Arabii Saudyjskiej w Jemenie UNESCO umieściło Stare Miasto w Sanie i mury miejskie w Szibam na Liście dziedzictwa zagrożonego (whc.unesco.org)
- Co najmniej 12 żołnierzy zginęło w Pakistanie, gdy zawalił się most i wiozący ich pociąg wpadł do rzeki. (tvn24.pl)

## 1 lipca
- Ponad 1200 więźniów, a wśród nich członkowie Al-Ka’idy, uciekło z więzienia podczas starć, które wybuchły w mieście Ta’izz w środkowym Jemenie. (wp.pl)
- Hiszpańska policja rozbiła międzynarodowy gang handlarzy narkotyków. W ramach operacji przejęto 3,5 tony kokainy i aresztowano 69 osób w kilku krajach. (onet.pl)